# Newtonidentitäten
In der Mathematik, spezieller der Algebra, verknüpfen die Newtonidentitäten zwei fundamentale Typen symmetrischer Polynome in einer Anzahl n von Variablen {\displaystyle X_{1},\dots ,X_{n}}, die elementarsymmetrischen Polynome
{\displaystyle \sigma _{k}(X_{1},\dots ,X_{n})=\sum _{1\leq j_{1}<\dots <j_{k}\leq n}X_{j_{1}}\cdot \ldots \cdot X_{j_{k}}}, {\displaystyle k=0,1,\dots ,n}
und die Potenzsummen
{\displaystyle s_{m}(X_{1},\dots ,X_{n})=X_{1}^{m}+\ldots +X_{n}^{m}}, {\displaystyle m=0,1,2,\dots }
Diese Identitäten werden allgemein auf Überlegungen von Isaac Newton um 1666 zurückgeführt, sie finden sich aber auch schon bei Albert Girard im Jahre 1629. Anwendungen dieser Identitäten finden sich in der Galoistheorie, der Invariantentheorie, der Gruppentheorie, Kombinatorik, aber auch außerhalb der Mathematik zum Beispiel in der allgemeinen Relativitätstheorie.

## Herleitung mittels formaler Potenzreihen
Sei T die Variable im Ring der formalen Potenzreihen {\displaystyle \mathbb {Q} [X_{1},\dots ,X_{n}][[T]]}. Dann gilt analog zum Satz von Vieta
{\displaystyle p(T)=(1+TX_{1})(1+TX_{2})\dots (1+TX_{n})=1+\sigma _{1}T+\sigma _{2}T^{2}+\dots +\sigma _{n}T^{n}}.
Da das Polynom p(T) einen konstanten Koeffizienten 1 hat, ist es im Ring der formalen Potenzreihen invertierbar. Für die logarithmische Ableitung ergibt sich
{\displaystyle {\frac {p'(T)}{p(T)}}={\frac {X_{1}}{1+TX_{1}}}+\dots +{\frac {X_{n}}{1+TX_{n}}}}.
Die Quotienten auf der rechten Seite existieren ebenfalls als formale Potenzreihen, sie ergeben sich als geometrische Reihen. Somit gilt
{\displaystyle {\frac {p'(T)}{p(T)}}=X_{1}\sum _{m=0}^{\infty }(-TX_{1})^{m}+\dots +X_{n}\sum _{m=0}^{\infty }(-TX_{n})^{m}=\sum _{m=1}^{\infty }s_{m}(-T)^{m-1}}.
Dies kann nun umgeformt werden zu
{\displaystyle \sigma _{1}+2\sigma _{2}T+\dots +n\sigma _{n}T^{n-1}=(1+\sigma _{1}T+\dots +\sigma _{n}T^{n})\cdot (s_{1}-s_{2}T+s_{3}T^{2}-s_{4}T^{3}\pm \dots )}.
Durch Vergleich gleicher Potenzen von T auf beiden Seiten ergibt sich ein Gleichungssystem zur Bestimmung der elementarsymmetrischen Polynome aus den Potenzreihen und umgekehrt,
{\displaystyle {\begin{aligned}\sigma _{1}&=s_{1}\\[.3em]2\,\sigma _{2}&=s_{1}\,\sigma _{1}-s_{2}\\[.3em]3\,\sigma _{3}&=s_{1}\,\sigma _{2}-s_{2}\,\sigma _{1}+s_{3}\\[.3em]4\,\sigma _{4}&=s_{1}\,\sigma _{3}-s_{2}\,\sigma _{2}+s_{3}\,\sigma _{1}-s_{4}\\[.3em]{\text{etc.}}\qquad \\[.3em]k\,\sigma _{k}&=s_{1}\,\sigma _{k-1}-s_{2}\,\sigma _{k-2}+s_{3}\,\sigma _{k-3}\pm \ldots +(-1)^{k-2}s_{k-1}\,\sigma _{1}+(-1)^{k-1}s_{k}\\[.3em]\end{aligned}}}
Diese Beziehungen lassen sich mittels Ausführen der Division formaler Potenzreihen in p'(T)/p(T) nach den Potenzsummen auflösen, es gilt
| {\displaystyle s_{1}\,=} | {\displaystyle \sigma _{1},\,} |
| {\displaystyle s_{2}\,=} | {\displaystyle \sigma _{1}^{2}-2\,\sigma _{2},} |
| {\displaystyle s_{3}\,=} | {\displaystyle \sigma _{1}^{3}-3\,\sigma _{1}\,\sigma _{2}+3\,\sigma _{3},} |
| {\displaystyle s_{4}\,=} | {\displaystyle \sigma _{1}^{4}-4\,\sigma _{1}^{2}\,\sigma _{2}+4\,\sigma _{1}\,\sigma _{3}+2\,\sigma _{2}^{2}-4\,\sigma _{4},} |
| {\displaystyle s_{5}\,=} | {\displaystyle \sigma _{1}^{5}-5\,\sigma _{1}^{3}\,\sigma _{2}+5\,\sigma _{1}^{2}\,\sigma _{3}+5\,\sigma _{1}\,\sigma _{2}^{2}-5\,\sigma _{1}\,\sigma _{4}-5\,\sigma _{2}\,\sigma _{3}+5\,\sigma _{5},} |
| {\displaystyle s_{6}\,=} | {\displaystyle \sigma _{1}^{6}-6\,\sigma _{1}^{4}\,\sigma _{2}+6\,\sigma _{1}^{3}\,\sigma _{3}+9\,\sigma _{1}^{2}\,\sigma _{2}^{2}-6\,\sigma _{1}^{2}\,\sigma _{4}-12\,\sigma _{1}\,\sigma _{2}\,\sigma _{3}+6\,\sigma _{1}\,\sigma _{5}-2\,\sigma _{2}^{3}+6\,\sigma _{2}\,\sigma _{4}+3\,\sigma _{3}^{2}-6\,\sigma _{6},} |

Umgekehrt gilt, dass der Quotient aus Ableitung und Funktion die Ableitung des Logarithmus ist, somit gilt nach Integration und Anwendung der Exponentialfunktion {\displaystyle p(T)=\exp(s_{1}T-{\frac {1}{2}}s_{2}T^{2}+{\frac {1}{3}}s_{3}T^{3}\pm \dots )}, woraus sich nach Koeffizientenvergleich die folgenden Beziehungen ergeben.
| {\displaystyle \sigma _{1}\,=} | {\displaystyle s_{1},\,} |
| {\displaystyle \sigma _{2}\,=} | {\displaystyle {\frac {1}{2}}\,s_{1}^{2}-{\frac {1}{2}}\,s_{2},} |
| {\displaystyle \sigma _{3}\,=} | {\displaystyle {\frac {1}{6}}\,s_{1}^{3}-{\frac {1}{2}}\,s_{1}\,s_{2}+{\frac {1}{3}}\,s_{3},} |
| {\displaystyle \sigma _{4}\,=} | {\displaystyle {\frac {1}{24}}\,s_{1}^{4}-{\frac {1}{4}}\,s_{1}^{2}\,s_{2}+{\frac {1}{3}}\,s_{1}\,s_{3}+{\frac {1}{8}}\,s_{2}^{2}-{\frac {1}{4}}\,s_{4},} |
| {\displaystyle \sigma _{5}\,=} | {\displaystyle {\frac {1}{120}}\,s_{1}^{5}-{\frac {1}{12}}\,s_{1}^{3}\,s_{2}+{\frac {1}{6}}\,s_{1}^{2}\,s_{3}+{\frac {1}{8}}\,s_{1}\,s_{2}^{2}-{\frac {1}{4}}\,s_{1}\,s_{4}-{\frac {1}{6}}\,s_{2}\,s_{3}+{\frac {1}{5}}\,s_{5},} |
| {\displaystyle \sigma _{6}\,=} | {\displaystyle {\frac {1}{720}}\,s_{1}^{6}-{\frac {1}{48}}\,s_{1}^{4}\,s_{2}+{\frac {1}{18}}\,s_{1}^{3}\,s_{3}+{\frac {1}{16}}\,s_{1}^{2}\,s_{2}^{2}-{\frac {1}{8}}\,s_{1}^{2}\,s_{4}-{\frac {1}{6}}\,s_{1}\,s_{2}\,s_{3}+{\frac {1}{5}}\,s_{1}\,s_{5}-{\frac {1}{48}}\,s_{2}^{3}+{\frac {1}{8}}\,s_{2}\,s_{4}+{\frac {1}{18}}\,s_{3}^{2}-{\frac {1}{6}}\,s_{6}} |